# Кун-тугды
Кун-тугды, на Руси — Кунтувдей, Кондувдей (Кунтувдый, Кунтугдый) — князь чёрных клобуков из племени торков.
В 1183 году участвовал в походе новгород-северского князя Игоря Святославича на половцев. Осенью 1190 году по доносу был пленён киевским князем Святославом Всеволодовичем, который отпустил его по просьбе князя Рюрика Ростиславича, «зане бе мужь дерз и надобен в Руси». Кун-тугды «не стерпя сорома своего», пришёл на Русь с половцами — в Поросье был разорён город князя Чурная. Русские князья отбили нападение. Ростислав Рюрикович из Торческа и Ростислав Владимирович (сын Владимира Мстиславича) провели ответный поход, взяли 600 пленных, включая хана Кобана. Новый поход половцев закончился поражением от Глеба Святославича, владевшего Каневом; половцы провалились под лёд на Роси.
В 1192 году Кунтувдей вернулся на Русь. Получил от князя Рюрика Ростиславича во владение город Дверен.